# Jezioro Górne
Jezioro Górne (ang. Lake Superior, fr. Lac Supérieur) – największe i najbardziej na północ wysunięte jezioro w kompleksie pięciu Wielkich Jezior Ameryki Północnej. Największe słodkowodne i drugie co do wielkości jezioro na świecie (po Morzu Kaspijskim). Położone jest na pograniczu Kanady i Stanów Zjednoczonych. Od zachodu dostęp ma stan Minnesota, a od południa Wisconsin i Michigan, natomiast północny brzeg należy do kanadyjskiej prowincji Ontario.

## Charakterystyka fizyczna
Powierzchnia lustra wody wynosi 82 100 km² (z czego 28,8 tysiąca km² znajduje się w Kanadzie), a całkowita powierzchnia jest ponad dwa razy większa i wynosi 209,8 tysiąca km² (81 tysięcy mil²). Długość linii brzegowej Jeziora Górnego, wliczając linię brzegową wysp, wynosi 4385 km.
Długość jeziora wynosi 563 km, a szerokość 257 km. Średnia głębokość to 147 m, z maksymalną głębiną 406 m. Jezioro Górne zawiera 12 100 km³ wody. Położone na wysokości 183 m n.p.m., jezioro ma najczystszą wodę z Wielkich Jezior.
Jezioro Górne jest największym (pod względem powierzchni) na świecie jeziorem słodkowodnym. Bajkał jest większy pod względem zasobów słodkiej wody, podobnie jezioro Tanganika. Morze Kaspijskie jest większe pod względem powierzchni, ale jest słonowodne. Jego duża objętość przy stosunkowo niewielkim wypływie wody sprawia, że hipotetyczny czas opróżniania jeziora przy braku dopływu wyniósłby 191 lat. Tak duża objętość sprawia ponadto że wahania roczne są niewielkie i ograniczają się do 30 cm.

### Wyspy

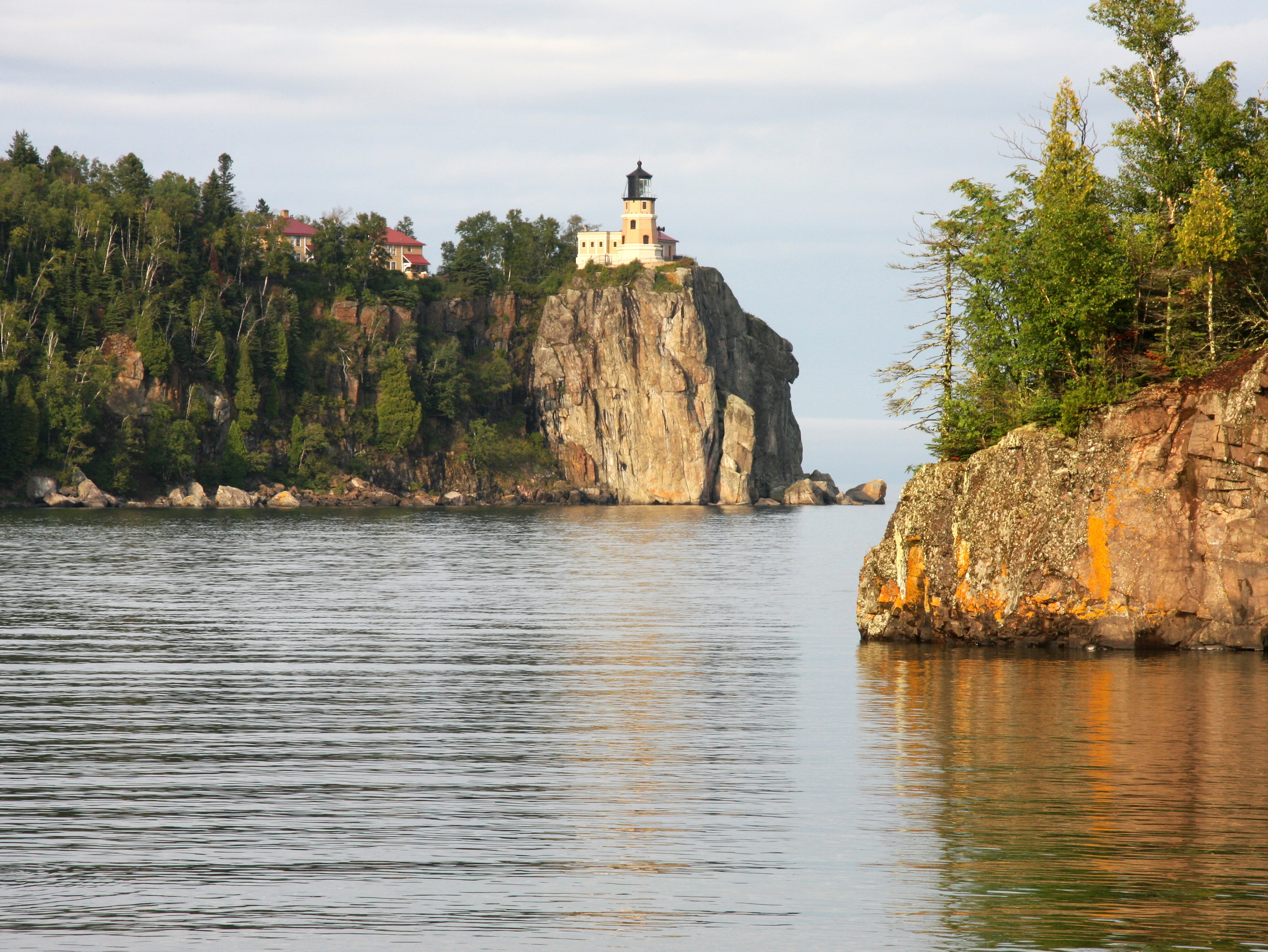
Latarnia morska na skale Split Rock obok wyspy Ellingson

Na Jeziorze Górnym znajduje się kilka archipelagów wysp, z których największymi są Apostle Islands (23 wyspy wokół półwyspu Bayfield w Wisconsin) oraz archipelag leżący wzdłuż półwyspu Black Bay w Kanadzie.
Na jeziorze leżą 1763 wyspy, z których większość (1273 wyspy) znajduje się na wodach kanadyjskich. Znacznie różnią się wielkością i mają rozmiary od niewielkich skał wystających z wody do wyspy Royale, której długość wynosi 71 km. Wielkość większości z nich (71%) nie przekracza powierzchni jednego hektara, lecz reprezentują one tylko 0,2% całkowitej powierzchni wysp. Trzy największe: Isle Royale, St. Ignace Island oraz Michipicoten reprezentują 62% całkowitej powierzchni wysp. Większość wysp ma status obszarów chronionych o różnym stopniu dostępu. Są one siedliskiem wielu gatunków roślin i zwierząt, a także ważnymi punktami przystankowymi w czasie migracji ptaków.
Najważniejszymi wyspami na Jeziorze Górnym są: Isle Royale (555 km², znajduje się na niej kilkadziesiąt małych jezior i zbiorników wodnych, z których największe jest jezioro Siskiwit, mające 16,8 km²), St. Ignace Island (274 km²), Michipicoten (184 km²), Simpson Island (73 km²), Madeline Island (62,2 km²), Stockton Island (40 km²), Outer Island (31,8 km²), Patterson Island (22 km²), Oak Island (20,3 km²), Sand Island (11,6 km²), Pic Island (11 km²), Wilson Islan (19 km²), Edward Island (16 km²), Fluor Island (14 km²), Caribou Island (12 km²), Vein Island (10 km²) i Mortimer Island (8 km²).

### Rzeki
Na wschodnim końcu jezioro jest połączone z jeziorem Huron rzeką St. Marys, która stanowi główne ujście. Woda wpływa do jeziora 1525 dopływami (840 po stronie Stanów Zjednoczonych oraz 685 po stronie Kanady). Dopływami, które dostarczają najwięcej wody, są rzeki: Nipigon (331 m³/s), St. Louis (288 m³/s), Pic (65 m³/s), Kaministiquia (61 m³/s), Michipicoten (36 m³/s), Little Pic (19 m³/s), Black Sturgeon (19 m³/s).

## Odkrycie i nazwa
Jezioro powstało około 10 tysięcy lat temu po ustąpieniu lądolodu. Pierwszymi ludźmi mającymi kontakt z jeziorem byli rdzenni Amerykanie. Nazwa jeziora w języku zamieszkujących te tereny Indian Odżibwejów brzmi Kitchi-gummi i oznacza Wielkie Jezioro. Współczesna nazwa pochodzi od Francuzów, którzy podążając od wschodu, napotkali za jeziorem Huron następne jezioro, wyżej położone, i stąd nazwali je Lac Supérieur. Nazwę tę przejęto później w języku angielskim (Lake Superior).
Pierwszym Europejczykiem nad Jeziorem Górnym był prawdopodobnie w 1622 roku francuski podróżnik Étienne Brûlé.